# لون الدم (رواية)
لون الدم (بالإنجليزية: The Colour of Blood)‏ هي رواية للكاتب الكندي برايان مور، نشرت عام 1987، عن دار نشر ماكليلاند آند ستيوارت في كندا، وداتون في الولايات المتحدة وجوناثان كيب في المملكة المتحدة.